# Hoher Brunnen bei Sollngriesbach
Koordinaten: 49° 7′ 30″ N, 11° 24′ 22″ O

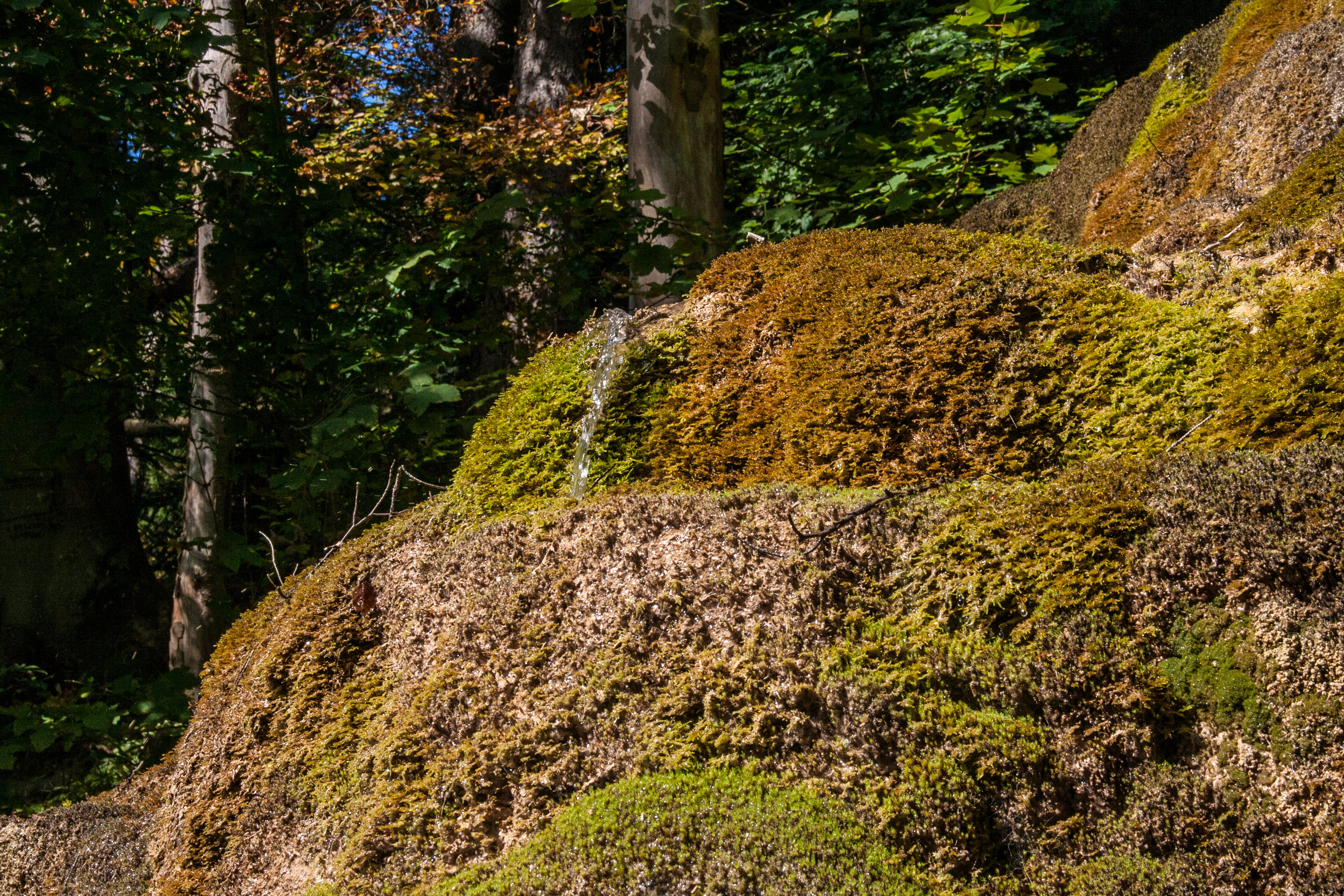
Hoher Brunnen

Der Hohe Brunnen ist eine Kalktuffterrasse bei Sollngriesbach, einem Ortsteil von Berching im oberpfälzer Landkreis Neumarkt in der Oberpfalz in Bayern.

## Lage
Der Hohe Brunnen befindet sich etwa zwei Kilometer westlich von Sollngriesbach am Südhang des Taleinschnittes Sauleite.

## Beschreibung
Das kalkreiche Wasser fließt hier über eine Geländestufe und hat über die Zeit zahlreiche Sinterterrassen gebildet. Die Entstehung ist ähnlich wie bei den Steinernen Rinnen. Das Niederschlagswasser der Alb-Hochfläche versickert und nimmt dabei viele Mineralien auf. Anschließend tritt es an einer Tonschicht (Ornatenton) wieder an zwei Quellen aus, die sich kurz vor den Terrassen zu einem kleinen Bach vereinen. Das Wasser hat hierbei eine Temperatur von etwa 8 Grad und erwärmt sich nur langsam. Dadurch wird Kohlendioxid an die Luft abgegeben und ein Teil des Wassers verdunstet. Begünstigt durch einen Moosbewuchs fällt Kalk aus und formt dabei die Sinterterrassen.
Die Terrassen sind etwa 40 Meter lang, 25 Meter breit und etwa 7 Meter hoch. Sie sind als Geotop (373Q004) ausgewiesen.
Das Wasser mündet nachfolgend in den Kirchenbach, der nach etwa zwei Kilometer in den Main-Donau-Kanal mündet.

## Zugang
Der Zugang ist ganzjährig zu Fuß oder mit dem Fahrrad möglich. Unmittelbar in der Nähe führt der Weitwanderweg Frankenweg vorbei. Von Berching aus gelangt man gut über den Wanderweg Nummer 4 an den hohen Brunnen.

## Umgebung
Nördlich befindet sich das Bodendenkmal Burgstall Hohenbrunnen und ein vorgeschichtliches Grabhügelfeld (D-3-6834-0017). Etwa einem Kilometer nördlich befindet sich die Steinerne Rinne bei Erasbach.